# Yacimiento arqueológico de La Mora Encantada
La Mora Encantada es un yacimiento arqueológico situado en la localidad aragonesa de Ateca, Zaragoza, España.
En este yacimiento se han encontrado los restos de lo que podría ser según algunos autores el Alcocer nombrado en el Cantar de Mio Cid. Tesis reforzada con los últimos descubrimientos en 2020 en la vega del río Jalón

También se han encontrado restos de una ciudad romana de nombre desconocido junto a numerosos restos de cerámicas de tipo celtíbero. Según algunos autores como Miguel Martínez del Villar y Hernando (siglo XVI), Juan Francisco Andrés de Uztarroz (siglo XVII), el padre Traggia (siglo XIX) y Francisco Ortega San Íñigo (siglo XX) en este lugar podrían encontrarse los restos de la ciudad celtíbera de Alce, nombrada por Tito Livio,. Alce fue una población de Celtiberia de cuya existencia se tiene constancia gracias la información transmitida por Tito Livio al narrar la campaña militar de Graco durante el 179 a. C. en el interior peninsular. 
La gran extensión del paraje y la ausencia de excavaciones arqueológicas encaminadas a la búsqueda de Alce, no han permitido encontrar hasta la fecha elementos definitivos, tales como miliarios, epígrafes o monedas que nos permitan establecer sin ningún género de dudas la ubicación actual de esta ciudad por lo que es necesario recurrir a la interpretación de ambas fuentes clásicas para determinar su localización. Debido a que el referido relato de Tito Livio ha sido objeto de diferentes valoraciones a lo largo del tiempo y las propuestas para situar geográficamente esta población han sido diversas con el tiempo, Ateca sigue siendo una de las candidatas.
Los argumentos para sustentar esta afirmación son entre otros la cercanía al Moncayo, Ateca se encuentra situada en pleno sistema Ibérico, en el corazón de la Celtiberia, en territorio dominado por los Belos, mientras que otras localizaciones se alejan mucho de la Celtiberia, por lo que esta localización sigue siendo factible. También que la descripción de la zona encaja con lo expuesto por Tito Livio siendo una ciudad construida sobre un cerro, amurallada y con una ciudadela en lo alto. Además el hecho de que deje de mencionarse Alce y no se vuelva a tener noticias hasta el siglo III puede ser, bien por la decadencia de Alce, bien por el cambio de nombre al de Attakon o a otro, como el caso de Ilurcis que cambió su nombre por el de Graccurris en esas mismas fechas. El término municipal atecano alberga diversos hallazgos arqueológicos que abarcan desde el Eneolítico hasta el Medioevo.
En el paraje natural de «Las Carcamas» se han localizado dos áreas con resto arqueológicos. En el paraje de «Las Balsas», en un pequeño barranco que desagua en el Jalón, afloran a la superficie numerosos fragmentos de cerámica moldeada a mano, sin torno, con formas de grandes cuencos de paredes gruesas y grandes vasijas decoradas con cordones. Cronológicamente pertenecen a la Edad del Hierro I. Muy próximo a este lugar, en el paraje denominado «La Mora Encantada», aparecen cerámicas Celtíberas con dibujos en bandas y círculos, piedras de molino. 
La Alces mencionada a partir del siglo III en los itinerarios de Antonino no tiene por qué ser la misma que la mencionada por Tito Livio, ya que era bastante habitual encontrar en Hispania ciudades con el mismo nombre, incluso coetáneas y bastante cercanas entre sí. Tenemos el caso de las ciudades de Segontia, de las que sólo en el recorrido de la vía XXV de los itinerarios de Antonino encontramos dos de ellas.
El historiador Miguel Martínez del Villar (siglo XVI) escribió lo siguiente:

«En el patronato de la Iglesia de Monubles ha entrado la de Ateca, población de moros, y fundado de las ruinas de la antigua e insigne ciudad de Alce, que después en tiempo del nunca dignamente alabado Cid Ruydíez se llamó Alcocer».